# Таусон, Анастасия Оттоновна
Анастаси́я О́ттоновна Та́усон (6 октября 1889, Рязань, Рязанская губерния, Российская империя — 4 ноября 1953, Молотов, СССР) — советский гидробиолог, доктор биологических наук. Первая женщина-профессор Пермского университета, одна из первых женщин — докторов наук СССР, заведующая кафедрой гидробиологии, проректор по научной работе (1935—1938) Пермского университета, исследователь водоёмов Прикамья, основатель уральской школы |гидробиологии.
Сестра советского учёного микробиолога и физиолога растений Владимира Таусона.

## Научная биография
Родилась 6 октября 1889 года в Рязани, до 1918 года жила в Москве.
Окончила частную женскую гимназию, а с 1909 по 1916 год училась на естественном отделении физико-математического отделения Московских женских высших курсов. В 1916 году, будучи младшим ассистентом кафедры зоологии, написала свою первую научную работу под руководством известного русского биолога Николая Константиновича Кольцова (1872—1940).
В 1918 году была приглашена работать в Пермский университет ассистентом кафедры зоологии беспозвоночных животных. Вела преподавательскую деятельность, уделяла внимание гидробиологическим исследованиям.
В 1922 году она была избрана научным сотрудником Биологического научно-исследовательского института при Пермском университете (позднее преобразованном в ЕНИ). В том же году участвовала в работе съезда зоологов, анатомов и гистологов в Петрограде, где выступила с двумя докладами, в частности, с докладом о влиянии внешних условий на пол у коловратки (червь пресных и солоноватых вод, участвует в самоочищении вод, служит кормом для рыб). Эта экспериментальная работа получила высокую оценку в научных кругах.
В 1925 году стала доцентом кафедры зоологии беспозвоночных. До 1930 года занималась изучением влияния факторов среды на водные организмы, работы по этому направлению получили известность в нашей стране и за рубежом. После поездки в 1928 году в итальянский город Неаполь на всемирно известную Биологическую станцию, начинает проводить масштабные гидробиологические исследования на Урале. Таким образом, в 1930-е годы ей были созданы циклы работ, посвященных гидробиологическому исследованию водоёмов Западного Урала в связи с их рыбохозяйственным использованием.
В 1932–1933 годах от кафедры зоологии беспозвоночных университета (под руководством проф. В. А. Захваткина) отделились кафедры энтомологии (заведующий — Д. Е. Харитонов) и гидробиологии — под руководством А. О. Таусон (c 1950 года кафедра гидробиологии стала кабинетом при кафедре зоологии беспозвоночных. 1 ноября 1934 года А. О. Таусон получила должность профессора и была официально утверждена в качестве заведующей кафедрой гидробиологии.
15 октября 1935 года Высшая аттестационная комиссия присваивает ей учёную степень доктора без защиты диссертации. Таким образом, Анастасия Оттоновна Таусон — первая женщина-профессор Пермского университета и одна из первых женщин-докторов в СССР.
С 19 октября 1935 по январь 1938 года — проректор по научной работе Пермского университета.
Умерла 4 ноября 1953 года в Перми. Похоронена на Егошихинском кладбище.

## Научные работы
Под её руководством проводились исследования по гидробиологии водоемов Урала и Сибири и по влиянию внешних условий на определение пола у водных беспозвоночных. Результатом этой научной деятельности явился ряд научных статей, имеющих теоретическое и практическое значение: о водоемах Магнитогорска как источниках водоснабжения, о влиянии хлора на водные организмы при хлорировании воды, о влиянии сточных вод на фауну и флору рек, изучался вопрос о происхождении фауны Аральского моря. Многие работы А. О. Таусон были перепечатаны за рубежом. Итогом научных исследований водоёмов области явилась монография «Водные ресурсы Молотовской области» (1947), имевшую огромное научное значение для учёных. Так и оформилась уральская школа гидробиологии, основательницей которой стала А. О. Таусон.
Основные научные работы посвящены изучению гидробиологии Урала.

## Избранные работы
А. О. Таусон — автор 34 научных работ.
- 1923 — Влияние ионов Na, К, Са и Mg на пол и жизненные процессы у коловратки Asplanchna intermedia Huds.
- 1924 — Влияние водородных ионов и антагонистическое действие катионов на выживаемость животных.
- 1951 — Влияние сточных вод и лесосплава на донную фауну рек.
- 1947 — Водные ресурсы Молотовской области. Молотов: ОГИЗ «Молотовское обл. изд-во», 1947. 321 c.

## Награды
За успешную научную и педагогическую работу была награждена орденом Ленина и медалью «За доблестный труд в Великой Отечественной войне 1941—1945 гг.»